# 斑馬馬

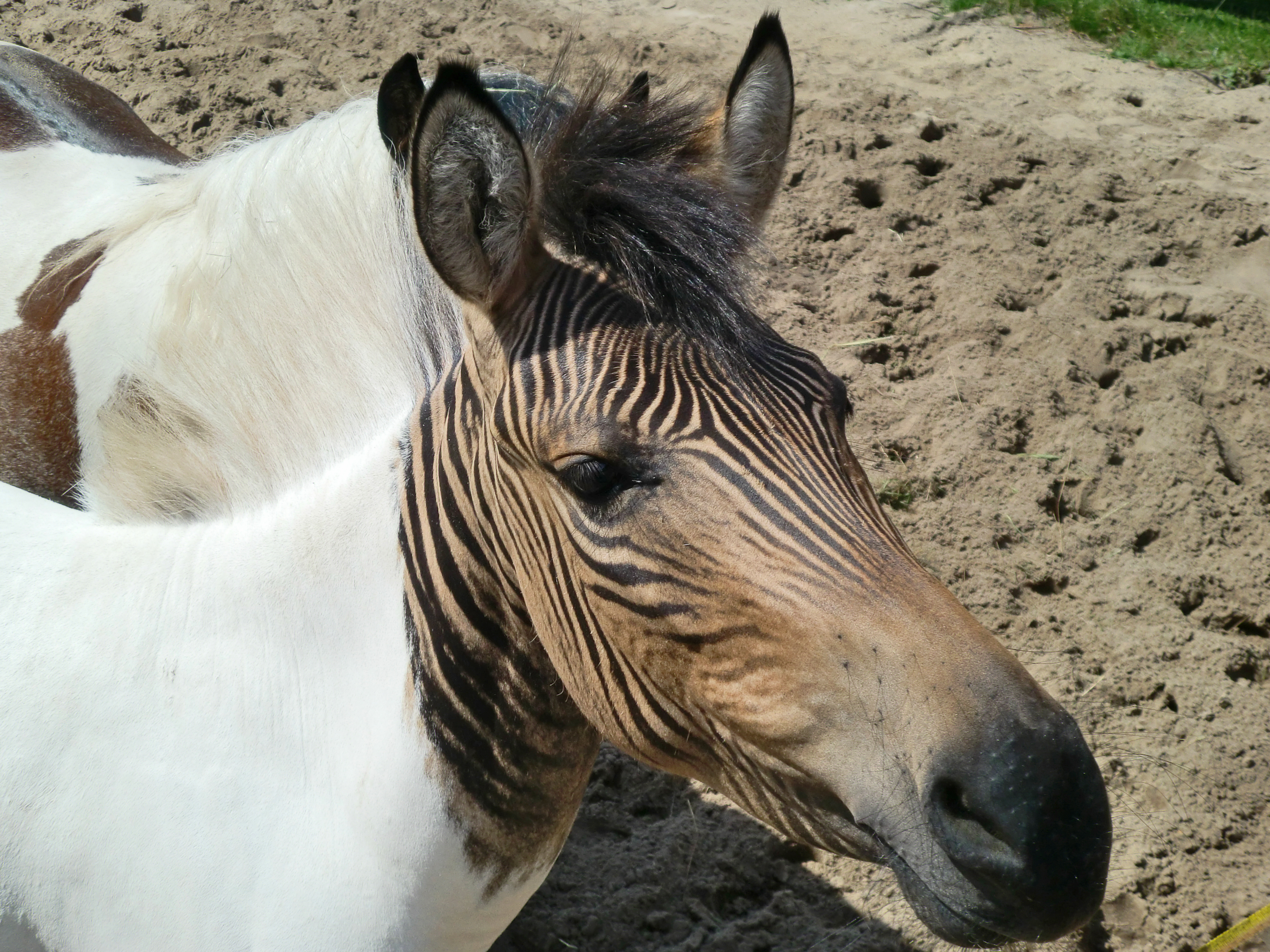
頭部呈現斑馬紋的斑馬馬

斑馬馬(zorse)，亦有譯為「斑馬獸」、「斑駒」，是公斑馬與雌馬雜交所生的後代，而馬斑馬(hobra)則是公馬與雌斑馬所生的後代，兩者都是人類蓄意使其交配所產生的動物(目的是培養出抵抗舌蠅屬和熱帶疾病的馬種)。
斑馬馬，屬混種斑馬的其中之一。而班馬與驢雜交的後代稱zonkey，這些雜交的後代因染色體原因無法繁殖。